# خائی بتهار
خائی بتهار (به انگلیسی: Khai Hithar) یک شهر در پاکستان است که در پنجاب واقع شده‌ است.